# Gouvernement Tambroni
République italienne
Segni II Fanfani III
Le gouvernement Tambroni (en italien : Governo Tambroni) est le gouvernement de la République italienne entre le 25 mars 1960 et le 26 juillet 1960, durant la IIIe législature du Parlement.

## Composition
Composition du gouvernement : 
- Démocratie chrétienne

### Président du Conseil des ministres
Fernando Tambroni

### Listes des ministres
- Ministre des Affaires étrangères : Antonio Segni
- Ministre de l'Intérieur : Giuseppe Spataro
- Ministre de la Justice : Guido Gonella
- Ministre de l'Économie : Fernando Tambroni (intérim)
- Ministre des Finances : Giuseppe Trabucchi
- Ministre du Trésor : Paolo Emilio Taviani
- Ministre de la Défense : Giulio Andreotti
- Ministre de l'Instruction publique : Giuseppe Medici
- Ministre des Travaux publics : Giuseppe Togni
- Ministre de l'Agriculture et des Forêts : Mariano Rumor
- Ministre des Transports : Fiorentino Sullo (jusqu'au 11 avril 1960), puis Mario Ferrari Aggradi (depuis le 11 avril 1960)
- Ministre de la Poste et des Télécommunications : Antonio Maxia
- Ministre de l'Industrie et du Commerce : Emilio Colombo
- Ministre de la Santé : Camillo Giardina
- Ministre du Commerce extérieur : Mario Martinelli
- Ministre de la Marine marchande : Angelo Raffaele Jervolino
- Ministre des Participations de l'État : Mario Ferrari Aggradi
- Ministre du Travail et de la Prévoyance sociale : Benigno Zaccagnini
- Ministre du Tourisme et du Spectacle : Umberto Tupini